# Justice (película de 2017)
Justice es una película estadounidense de drama y wéstern de 2017, dirigida por Richard Gabai, escrita por John Lewis, Shawn Justice, D.C. Rahe y Jeff Seats, musicalizada por Boris Zelkin, en la fotografía estuvo Scott Peck y los protagonistas son Stephen Lang, Jamie-Lynn Sigler y Jackson Rathbone, entre otros. El filme fue realizado por Chasing Butterflies Pictures, Splash House Pictures y Check Entertainment; se estrenó el 15 de septiembre de 2017.

## Sinopsis
Un alguacil de Estados Unidos quiere justicia por el homicidio de su hermano, él protege un pueblo chico de un alcalde corrupto y sus secuaces, ellos quieren provocar una guerra civil.